# Нинив ал-Мийра
Нинив ал-Мийра (Nynaeve al'Meara, сега Нинив ти ал-Мийра Мандрагоран (Nynaeve ti al'Meara Mandragoran)) е една от главните героини във фентъзи поредицата „Колелото на времето“ на Робърт Джордан.
 Внимание:  Текстът по-долу разкрива сюжета на произведението (или части от него)!

## Мъдра в Емондово поле
Бащата на Нинив гледал на нея като на сина, който никога не му се родил и я научил да проследява, да ловува и да лови риба. За разлика от приятелката си мъжкарана Мин, обаче, Нинив по-късно като възрастна развива своята женственост. По-възрастна от останалите от групата от Емондово поле, които напускат след нощта срещу Бел Тин, Нинив е селската Мъдра (лечителка) по времето, когато Моарейн Седай и стражникът ѝ Лан Мандрагоран пристигат. Тя е най-младата Мъдра, която някога е имало в Две Реки, отчасти поради силният и характер.

## Преследване на момците
Когато Моарейн изчезва с няколко младежи от Две реки – Ранд ал-Тор, неговите приятели Мат Каутон и Перин Айбара и любимата на ранд от детството (и чирачка на Нинив) Егвийн ал-Вийр – Нинив се наема да ги проследи и върне обратно. Тя изглежда си мисли, че ще накара една Айез Седай да сведе поглед и да ги върне в къщи. В това тя греши и накрая е въвлечена в приключението с останалите. Това определя тона на отношенията ѝ с Моарейн и до известна степен с Аез Седай въобще – не само Моарейн последователно се държи пренебрежително с Нинив, но Нинив успява да впримчи и Лан, в когото тя против волята си започва да се влюбва – привличане, което е споделено. Още повече, Моарейн определя Нинив като дивачка – някой, който независимо се е научил да владее Единствената сила без обучение. Егвийн също е разпозната, че може да прелива (въпреки че все още не е преливала), но Моарейн иска да я вземе в Тар Валон за да се обучи на сигурно място. Нинив вече се е научила да използва способността си в умението си на лечителка, но поради страховете си е развила мисловен блок срещу него. Нинив е изцяло неспособна да прелива, освен когато е много ядосана, нещо, което по-късно и причинява безкрайни неприятности.

## При Окото на Света
При Окото на Света, когато Ранд открива че може да прелива, Нинив се съгласява да отиде в Бялата Кула. Щом стига там тя веднага е издигната до Посветена, тъй като силата ѝ е много голяма. Заедно с Елейн и Егвийн, тя е подлъгана да отиде във Фалме от Лиандрин, Айез Седай от Черната Аджа, за да помогне на Ранд както си мисли тя, но всъщност това е капан на Ишамаел и Сеанчанците. По-късно те трите тръгват на лов по следите на Черната Аджа. Това я води на далеч от Кулата и Лан, към който започва изпитва смущаващи чувства.

## До Тийр и отвъд
След като Ранд взима Каландор от Сърцето на Камъка и изпълнява пророчеството, Нинив и Елейн продължават да търсят Черната Аджа, задено с Том Мерилин и Джулийн Сандар и се насочват към Танчинко. Докато търси черните сестри Нинив се натъква на Могедиен, една от Отстъпниците. Двете се дуелират и Нинив очаква смъртта всеки миг, докато не разбира че Могедиен е също така уплашена. Двете са почти еднакво силни и Нинив успява да заслони Отстъпницата, но една черна сестра се появява внезапно и Могедиен изчезва. Съперничеството между тях тепърва ще започва да нараства. По-късно в Салидар, докато е в Тел-Айреан-Риод Нинив успява да хване Могедиен с ай'дам и да я подчини на волята си.

## Да Изцериш каквото не може да бъде Изцерено
След като намират каквото търсят в Танчинко, Нинив и компания се отправят обратно към Кулата, само за да научат че тя е разцепена и че Елайда, сестра от Червената Аджа е узурпирала Амирлинския Трон, сваляйки Сюан Санче и усмирявайки я, заедно с нейната Пазителка на Хрониките – Леане Шариф. Нинив и останалите се насочват към Салидар, близо до Амадор, където се носят слухове че се крият разбунтувалите се Айез Седай. Когато пристигат там Нинив се заема да Изцери Усмиряването, нещо смятано за невъзможно, но тя успява, като вплита нови нишки в сплита за Церене, дотогава се е правел само с три елемента, но сега ползва всички Пет. Заедно с двете Айез Седай, Нинив Изцерява и Логаин, бивш Лъжедракон, който също е в Салидар. Макар че силата на двете жени не е същата като преди те са доволни, докато Логаин е изцерен напълно. (По-късно Джордан казва че пълното изцеряване на Усмиряването може да стане само ако се прилага на срещуположните полове.) Това води до издигането ѝ, заедно с Елейн, до Пълни Сестри, от Егвийн, която е Амирлин на Сестрите в Салидар.

## Промяна във времето
Когато Ранд изпраща Мат за да вземе Елейн и Егвийн и да ги върне в Кемлин, Егвийн го праща заедно с Нинив, Елейн и Авиенда, заедно с Том, Джулийн и неколцина от Бандата на Мат в Ебу Дар, за да търсят Купата на Ветровете, Тер-Ангреал който може да променя времето, което е необичано горещо посред зимата, вероятно причинено от Тъмния, който отново може да докосва света. Докато са в Ебу Дар, избягалата Могедиен поразява лодката на Нинив с белфир и докато потъва тя се предава, което чупи бариерата ѝ срещу сайдар и Нинив успява да се спаси, като е подпомогната от Лан, който е пратен от Егвийн при нея. Те се женят същия ден.
След като създават коалиция от Айез Седай, Ветроловки на Морския народ и Родството – група преливащи жени организирани в Ебу Дар те намират Купата в Рахад и 13-те най-могъщи жени в групата правят кръг и я задействат а след това бягат в Андор, за да избягат от настъпващите Сеанчанци.

## Прочистване на непрочистваемото
В Кралския Палат в Кемлин, Ранд моли Нинив за помощ в едно много важно начинание – той мисли, че е открил как да прочисти мъжката половина на Верния Извор. Затова се нуждае от най-силните хора, които могат да преливат – Нинив и самия той. Те успяват, въпреки че и на двамата им трябва доста време, за да се освободят от преливането часове наред на огромни количества Сила.
Нинив е описвана като нисичка млада жена с дълга тъмна плитка, висяща до кръста, която подръпва по време на вълнение. Ел'-а в името ѝ „ел'Нинив“ е Малкиерски знак, даван на кралиците на Малкиер. Като жена на ал'Лан Мандрагоран, некоронования крал на Малкиерите, Нинив получава честта. Тя все още е една от най-силните жени и мъже можещи да преливат в света, и най-силната сред Айез Седай макар че са открити няколко вероятно по-силни от нея.
Също така тя оставя съпруга си близо до Погибелта, за да може да изпълни своята клетва за борба срещу Сянката, и посещава градовете по границата за да кара мъжете да се бият с Лан, казвайки че Краля на Малкиерите се готви за Последната Битка.